# Vicia leucophaea
Vicia leucophaea — вид квіткових рослин з родини бобових (Fabaceae). Ареал: США (Аризона, Нью-Мексико), Північно-східна та Північно-західна Мексика.

## Середовище
Зустрічається на висотах від 1600 до 2600 метрів над рівнем моря. Це багаторічна витка трава, яка росте в соснових лісах та на дні каньйонів разом з Quercus hypoleucoides, Pseudotsuga. Наразі немає відомих серйозних загроз для цього виду.